# Rolls Royce Women's Cup Kristinehamn 2011
Il Rolls Royce Women's Cup Kristinehamn 2011 è stato un torneo professionistico di tennis femminile giocato sulla terra rossa. È stata la 12ª edizione del torneo, che fa parte dell'ITF Women's Circuit nell'ambito dell'ITF Women's Circuit 2011. Si è giocato a Kristinehamn in Svezia dal 20 al 26 giugno 2011.

## Partecipanti

### Teste di serie
| Nazionalità   | Giocatrice        | Ranking* | Testa di serie |
| ------------- | ----------------- | -------- | -------------- |
| Stati Uniti   | Julia Cohen       | 164      | 1              |
| Romania       | Alexandra Cadânţu | 168      | 2              |
| Romania       | Elena Bogdan      | 184      | 3              |
| Slovacchia    | Kristína Kučová   | 192      | 4              |
| Slovacchia    | Lenka Wienerová   | 202      | 5              |
| Australia     | Olivia Rogowska   | 207      | 6              |
| Nuova Zelanda | Sacha Jones       | 210      | 7              |
| Australia     | Isabella Holland  | 226      | 8              |

- Ranking al 13 giugno 2011.

### Altre partecipanti
Giocatrici che hanno ricevuto una wild card:
- Anna Brazhnikova
- Susanne Celik
- Matilda Hamlin
- Hilda Melander

Giocatrici che sono passate dalle qualificazioni:
- Beatrice Cedermark
- Veronika Domagała
- Joana Eidukonytė
- Ulrikke Eikeri
- Ilona Kramen'
- Ksenija Lykina
- Rebecca Poikajarvi
- Caroline Rohde-Moe
- Saana Saarteinen (lucky loser)

## Campionesse

### Singolare
Jana Čepelová ha battuto in finale  Alexandra Cadânţu con il punteggio di 6–4, 3–6, 6–4

### Doppio
Mervana Jugić-Salkić /  Emma Laine hanno battuto in finale  Tímea Babos /  Ksenija Lykina con il punteggio di 6–4, 6–4